# John Ernest Walker
Sir John Ernest Walker (Halifax, 1941. január 7. –) brit kémikus. 1997-ben kémiai Nobel-díjat kapott, Paul Delos Boyer amerikai kémikussal megosztva, „az adenozin-trifoszfát- (ATP-)szintézis alapjául szolgáló enzimatikus folyamat részleteinek tisztázásáért”. 2015-től a cambridge-i MRC Mitokondriális Biológiai Egység emeritus igazgatója és professzora, valamint a cambridge-i Sidney Sussex College tagja.

## Életrajz
1941. január 7-én született a yorkshire-i Halifaxban Thomas Ernest Walker és Elsie Walker (leánykori családnevén Lawton) gyermekeként. Középfokú tanulmányait a Rastrick Grammar School-ban végezte el, az utolsó három évében fizikára és matematikára szakosodott. 1964-ben az oxfordi St Catherine's College-ban szerezte meg a kémia diplomáját.
1999-ben lovaggá ütötték, mint Knight Bachelor („Sir”).

## Fordítás
- Ez a szócikk részben vagy egészben  a   John E. Walker című angol Wikipédia-szócikk ezen változatának fordításán alapul.  Az eredeti cikk szerkesztőit annak laptörténete sorolja fel. Ez a jelzés csupán a megfogalmazás eredetét és a szerzői jogokat jelzi, nem szolgál a cikkben szereplő információk forrásmegjelöléseként.